# Zach Lutz
Pour les articles homonymes, voir Lutz.
Zachary Craig Lutz (né le 3 juin 1986 à Reading, Pennsylvanie, États-Unis) est un joueur de troisième but des Ligues majeures de baseball évoluant avec les Mets de New York.

## Carrière
Zach Lutz est un choix de cinquième ronde des Mets de New York en 2007.
Il fait ses débuts dans le baseball majeur le 24 avril 2012 avec les Mets. Il réussit le premier coup sûr de sa carrière le 27 avril aux dépens du lanceur Esmil Rogers des Rockies du Colorado.